# Tapan Sinha
Tapan Sinha (ur. 2 października 1924 r. w Kalkucie, zm. 15 stycznia 2009 r. tamże) – indyjski reżyser i scenarzysta.

## Filmografia

### Reżyseria
- 2001: Daughters of This Century
- 2000: Anokha Moti
- 1994: Wheel Chair
- 1991: Ek Doctor Ki Maut
- 1987: Aaj Ka Robin Hood
- 1984: Aadmi Aur Aurat
- 1983: Abhimanyu
- 1982: Adalat O Ekti Meye
- 1980: Bancharamer Bagan
- 1977: Safed Haathi
- 1974: Sagina
- 1972: Zindagi Zindagi
- 1970: Sagina Mahato
- 1968: Apanjan
- 1967: Hatey Bazarey
- 1966: Galpa Holeo Satyi
- 1965: Atithi
- 1965: Arohi
- 1964: Jotugriha
- 1963: Nirjan Saikate
- 1962: Hansuli Banker Upakatha
- 1960: Kshudista Pashan
- 1956: Kabuliwala
- 1955: Upahar

### Scenariusz
- 1991: Ek Doctor Ki Maut
- 1987: Aaj Ka Robin Hood
- 1984: Aadmi Aur Aurat
- 1956: Kabuliwala

## Życie prywatne
Tapan Sinha był żonaty z indyjską aktorką Arundhati Devi, z którą miał syna prof. Anindya Sinha.

## Nagrody i wyróżnienia
- Tapan Sinha – lista nagród w bazie IMDb (ang.) zestawienie nagród i wyróżnień w serwisie www.imdb.com